# Lasioglossum katyae
Lasioglossum katyae är en biart som beskrevs av Mcginley 1986. Lasioglossum katyae ingår i släktet smalbin, och familjen vägbin. Inga underarter finns listade i Catalogue of Life.